# Dian Hong
Dian Hong (förenklad: 滇红; traditionell: 滇紅; pinyin: Diānhóng), är det samlande begrepp som beskriver svart te producerad i provinsen Yunnan.  Ofta anses Dian Hong som relativt fint te. Det som är karaktäristiskt för Dian Hong och kan hjälpa identifiera det bland andra kinesiska svarta teer sägs vara andelen fina bladknoppar, även kallad "golden buds", som återfinns i det torkade teet.

## Namn och Etymologi
Dian Hong får sitt namn ifrån just att det produceras i Yunnan. Namnet "滇红" sammansättes av 滇 ("diān"), en kinesisk förkortad namn för just provinsen Yunnan, och "红" ("hóng") vilket some betyder "röd". I östasiatiska språk kallas dem teer vilka på svenska och i andra europeiska språk kallas "svarta" för "rött" te på grund av färgen av färdiga drycken.
Dian Hong kan ofta kallas för "Golden Buds" på engelska, alltså "gyllene bladsknoppar". Den gyllene färgen är ett resultat av oxidationsreaktionen som ingår i produktionen av svart te; de fina bladknoppar har i deras ooxiderade tillstånd fina vita hår som genom oxideringen blir mörkare utan att få den annars typiska svarta fårgen av teblad i svart te.